# А Ламусы
Алмас (монг. Алмас, кит. упр. 阿 拉木斯, пиньинь Ālāmùsī; род. 2 июня 1989 года, Внутренняя Монголия, Китай) — китайский дзюдоист, монгол по национальности, участник летних Олимпийских игр 2012 года, бронзовый призёр чемпионата Азии по дзюдо 2012 года, бронзовый призёр летних Азиатских игр 2010 года.

## Спортивная биография
Первый успех на крупных международных турнирах к Алмасу пришёл в 2010 году, когда он стал серебряным призёром этапа Кубка мира в португальском Лиссабоне, уступив в финале немцу Тобиасу Энгльмайеру. В том же году китайский дзюдоист стал бронзовым призёром Азиатских игр. В апреле 2012 года Ламусы завоевал ещё одну бронзовую медаль, став третьим на чемпионат Азии.
В 2012 году Алмас принял участие в летних Олимпийских играх в Лондоне. Китайский спортсмен выступил в категории до 60 кг, однако уже в первом бою уступил по очкам венесуэльскому дзюдоисту Хавьеру Гуэдесу и занял итоговое 17-е место.